# Verheißungskirche

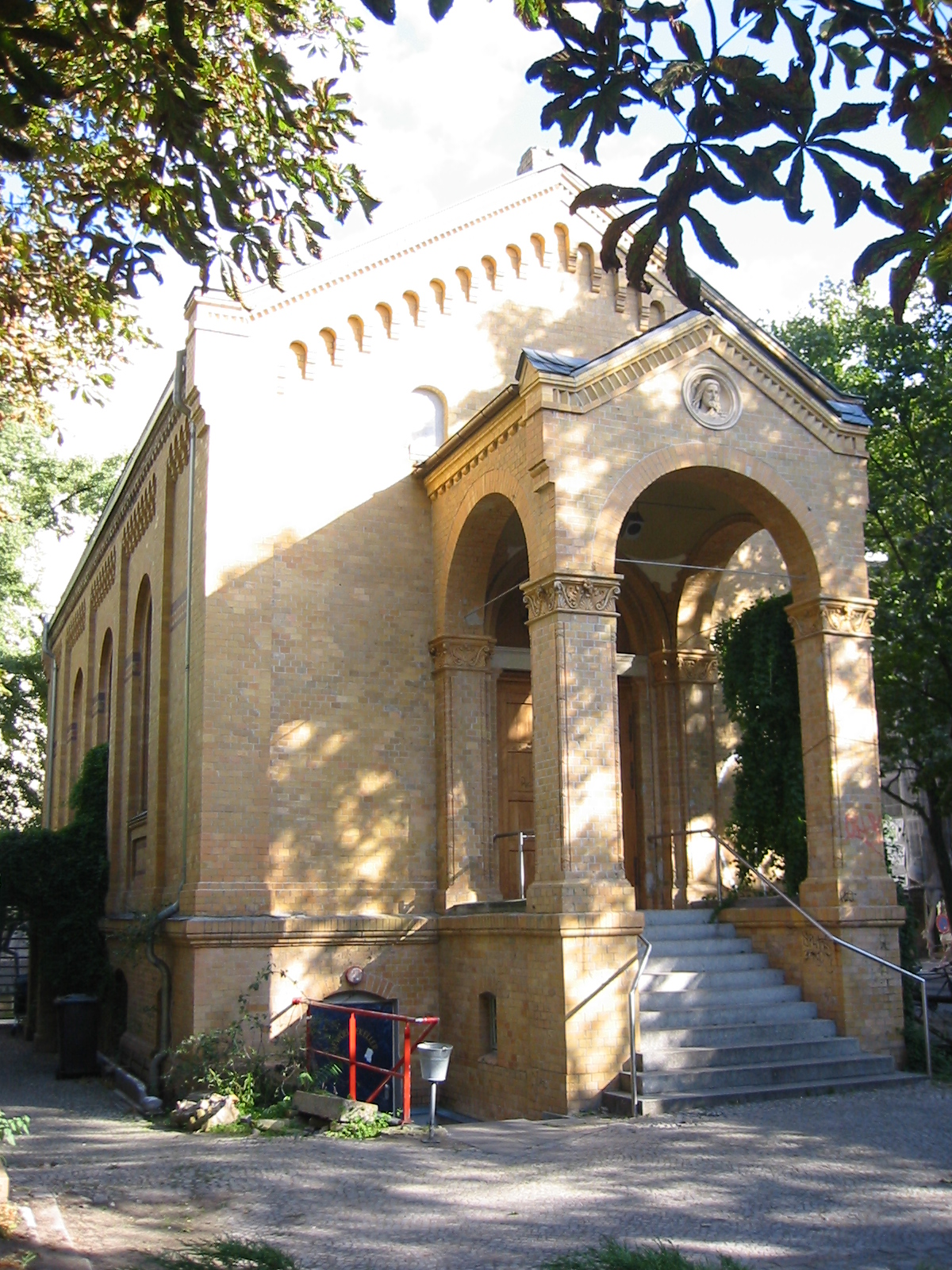
Verheißungskirche

Die denkmalgeschützte Verheißungskirche steht in der Boxhagener Straße 100 im Berliner Ortsteil Friedrichshain des Bezirks Friedrichshain-Kreuzberg. Ursprünglich diente sie ausschließlich als Friedhofskapelle für den 1867 neu angelegten Friedhof der Parochialkirche. Sie wurde nach Plänen von Gustav Knoblauch und Eduard Wex im Architekturstil des Historismus errichtet und am 14. Dezember 1879 eingeweiht.

## Geschichte
Die Verheißungs-Kirchengemeinde entstand am 1. April 1949 infolge des 1948 gefassten Beschlusses des Berliner Konsistoriums zur Aufteilung der großen Berliner Kirchengemeinden in kleinere. Sie ging aus zwei vakanten, im damaligen Stadtbezirk Friedrichshain liegenden Pfarrbezirken der Gemeinde der Glaubenskirche im heutigen Ortsteil Lichtenberg hervor.  Die neue Gemeinde besaß weder eine eigene Kirche, noch verfügte sie über andere Räume. Ein neues Gemeindezentrum an Stelle einer kriegszerstörten Barackenkirche wurde nicht genehmigt, ein anderes Grundstück besaß die Kirche nicht. So wies der Berliner Superintendent der selbstständig gewordenen Verheißungs-Kirchengemeinde die Kapelle zur Nutzung zu, deren im Zweiten Weltkrieg entstandene Schäden inzwischen beseitigt waren. Hier fanden sonntags bis 1996 die Gottesdienste statt, ferner diente das Gebäude weiterhin als Friedhofskapelle.
Der Gemeinde stand des Weiteren ein Saal im Hinterhof des Geschäftshauses in der Frankfurter Allee 96 für Gottesdienste zur Verfügung. Bis in die 1920er Jahre hatte dieser Saal einer jüdischen Gemeinde als Synagoge gedient. Nach 1933 stand er leer und geriet in Vergessenheit. Dieser Saal musste aufgegeben werden, als die Berliner Stadtmission mit ihren Veranstaltungen dorthin zog.
1997 vereinigten sich die Gemeinden der Offenbarungskirche und der Verheißungskirche auf Grund der geringen Anzahl von Gemeindegliedern; die der Zwinglikirche schloss sich später an.
Seit circa 2007 dient das kleine Kirchengebäude abends als Theater, obwohl bis in die 2010er Jahre selten auch noch Trauerfeiern stattfanden. Mittlerweile finden die Trauerfeiern aber dienstags in einem neuen Gebäude auf dem Friedhof statt. Die Kapelle dient derzeit nur noch dem Kinder- und Jugendtheater Meine Bühne als Übungs- und Aufführungsobjekt.

## Baubeschreibung
Der mit gelben Klinkern verblendete Mauerwerksbau auf rechteckigem Grundriss trägt ein Satteldach. Die Apsis der Saalkirche liegt im Osten, vor der Fassade im Westen befindet sich ein Anbau, der als Baldachin gestaltet ist, dessen Säulen bzw. Pilaster mit Kapitellen verziert sind. Er bedeckt eine Treppe, die zum Portal führt. Zwischen Keller und Erdgeschoss verläuft ein Gesims. Die Seitenwände haben Bogenfenster und sind mit Lisenen gegliedert. Unterhalb der Dachtraufe des Satteldaches befindet sich ein Bogenfries.